# Ligne Shinkansen Chūō
La ligne Shinkansen Chūō (中央新幹線) est une ligne ferroviaire en construction au Japon entre Tokyo et Osaka-Kōbe via Nagoya et destinée à accueillir des trains maglev. À l'heure actuelle, seule une portion de la ligne existe, dans la préfecture de Yamanashi, où elle sert de piste d'essai pour les trains à sustentation magnétique.

## Projet

### Histoire
Dès 1962, soit 2 ans avant l'ouverture en 1964 du Shinkansen Tokaido, première ligne de train à grande vitesse, les chemins de fer nationaux japonais (JNR) s’intéressèrent au développement de la technologie Maglev dans le but de relier Tokyo et Osaka en une heure. Peu de temps après que les laboratoires américains de Brookhaven ont breveté la technologie de lévitation à aimants supraconducteurs en 1969, JNR annonce la mise au point de sa propre technologie, le SCMaglev. Le premier prototype employant cette technologie locale est testé en 1972 puis déménage cinq ans plus tard sur une piste d'essai de 7 kilomètres construite à Hyuga, dans la préfecture de Miyazaki.
Année après année la technologie est affinée et le développement se poursuit même après la privatisation de JNR qui devient JR Central. La ligne test est allongée à 18,4 kilomètres en 1997 puis à 42,8 kilomètres en 2012 à travers la préfecture de Yamanashi. Le système ayant été déclaré viable par le gouvernement cette ligne d'essai sera prolongée pour former la ligne d'exploitation Shinkansen Chūō.

### Route

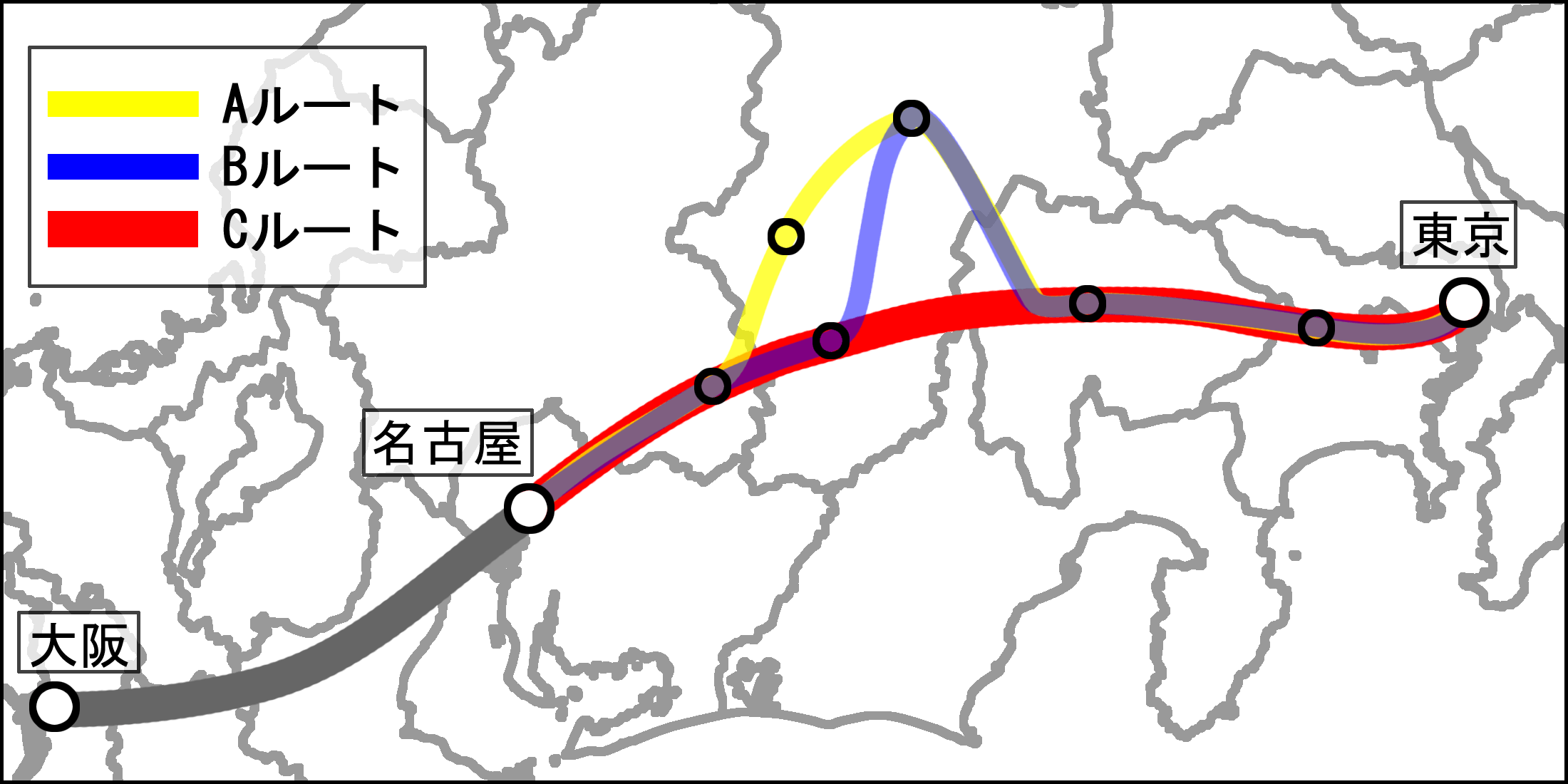
Les trois routes étudiées : Kiso (A), Inatani (B), Alpes japonaises (C).

Pour relier Tokyo et Osaka, trois tracés sont à l'origine envisagés : via Kiso (le plus long), via Ina, ou direct à travers les monts Akaishi (Alpes japonaises du Sud). Le 26 mai 2011, le trajet direct est retenu car il est le plus rentable : coût de 8 440 milliards de yens (68 milliards d'euros de 2016) pour un effet économique attendu de 8 400 milliards de yens minimum.
Les travaux entre Tokyo et Nagoya ont débuté le 17 décembre 2014.  Les coûts de construction se décomposent en 4 158 milliards de yens pour l'infrastructure et 136,5 milliards pour le matériel roulant, entièrement à la charge de la compagnie JR Central.

#### Premier tronçon
L'ouverture du premier tronçon allant de Tokyo à Nagoya était prévue en 2015 pour 2027 mais, en 2024, elle est reportée à une date indéterminée pour cause de retards dans les travaux. Le tronçon sera à 86 % souterrain, la longueur totale des tunnels étant de 246,6 kilomètres. Le reste de la ligne sera construit sur viaduc (23,6 km), ponts (11,3 km) et au sol (4,1 km). Une partie des lignes aériennes seront cependant couvertes pour en réduire le bruit de circulation.
L'opposition populaire au perçage des tunnels dans la préfecture de Shizuoka remet en question le planning du projet, repoussant l'ouverture de la ligne à 2037 au plus tôt. Les opposants pointent l'impact du projet sur les rivières et nappes phréatiques proches. En 2024, le percement dans la préfecture de Gifu a été suspendu après que les niveaux d'eau dans les puits et nappes proches des travaux de percement ont baissé de façon suspecte.

### Stations
La première section de la ligne comprendra six stations, dont trois souterraines afin de réaliser des économies foncières selon le concept dai-shindo chika (deep underground (en)).
| Gare                               | Type        | Distance | Coordonnées                   |
| ---------------------------------- | ----------- | -------- | ----------------------------- |
| Gare de Shinagawa                  | souterraine | 0 km     | 35° 37′ 50″ N, 139° 44′ 29″ E |
| Gare de la préfecture de Kanagawa  | souterraine | 36 km    | 35° 35′ 35″ N, 139° 20′ 42″ E |
| Gare de la préfecture de Yamanashi | surface     | 108 km   | 35° 36′ 19″ N, 138° 33′ 42″ E |
| Gare de la préfecture de Nagano    | surface     | 173 km   | 35° 31′ 36″ N, 137° 51′ 09″ E |
| Gare de Gifu                       | surface     | 210 km   | 35° 28′ 47″ N, 137° 26′ 51″ E |
| Gare de Nagoya                     | souterraine | 285 km   | 35° 10′ 20″ N, 136° 52′ 52″ E |

Le 27 janvier 2016 a eu lieu la cérémonie d'inauguration du chantier de deux quais dédiés qui seront situés à 40 mètres de profondeur sous la gare de Shinagawa à Tokyo, terminus futur de la ligne.

### Service
Le trajet Tokyo-Nagoya, villes distantes de presque 300 kilomètres, devrait prendre quarante minutes au lieu d'une heure et quarante minutes avec la ligne Shinkansen Tōkaidō et Tokyo-Osaka 1 h 07 au lieu de 2 h 25. Un premier train fera la liaison directe suivi par des trains s’arrêtant à chaque station à 6 minutes d'intervalle.
JR Central espère attirer 88 millions de passagers par an sur cette nouvelle ligne, dont 72 millions proviendraient des utilisateurs actuels du Shinkansen Tokaido.

## Technologie

### Sustentation magnétique
Le Shinkansen Chūō utilise le système SCMaglev à sustentation électrodynamique (EDS). Le train est sustenté, guidé et propulsé par les forces attractives et répulsives qui s’exercent entre des aimants supraconducteurs placés dans ses bogies et des bobines placés de part et d'autre des voies.

#### Voies

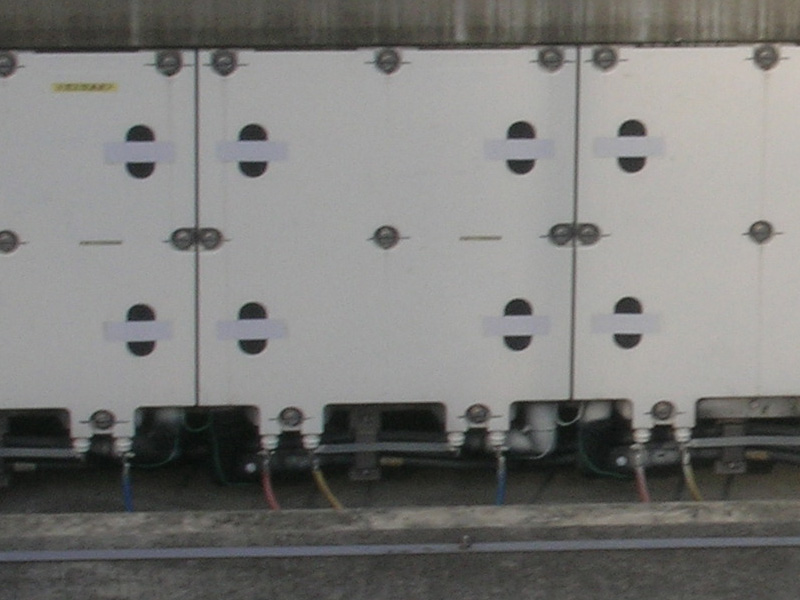
Bobines le long des voies.

La voie est formée d'un radier en béton des côtés duquel s'élèvent des guides verticaux supportant une succession de deux bobines : une de sustentation et de guidage par-dessus une de propulsion. Chaque bobine de sustentation/guidage est enroulée en 8 et connectée par-dessous la voie à celle qui lui fait face.

#### Propulsion
| Propulsion |

La propulsion du train est assurée par un moteur linéaire à induction (en) synchrone, une technologie qui n'est pas exclusive au Maglev. Un courant alternatif triphasé circule dans les bobines de propulsion fixes et y engendre un champ magnétique dont la polarité varie. La fréquence de ce courant alternatif est synchronisée afin que le décalage entre le pole des aimants des bogies et le pole du champ magnétique des bobines créé une force propulsant le train dans une direction.

#### Lévitation
| Lévitation | Guidage |

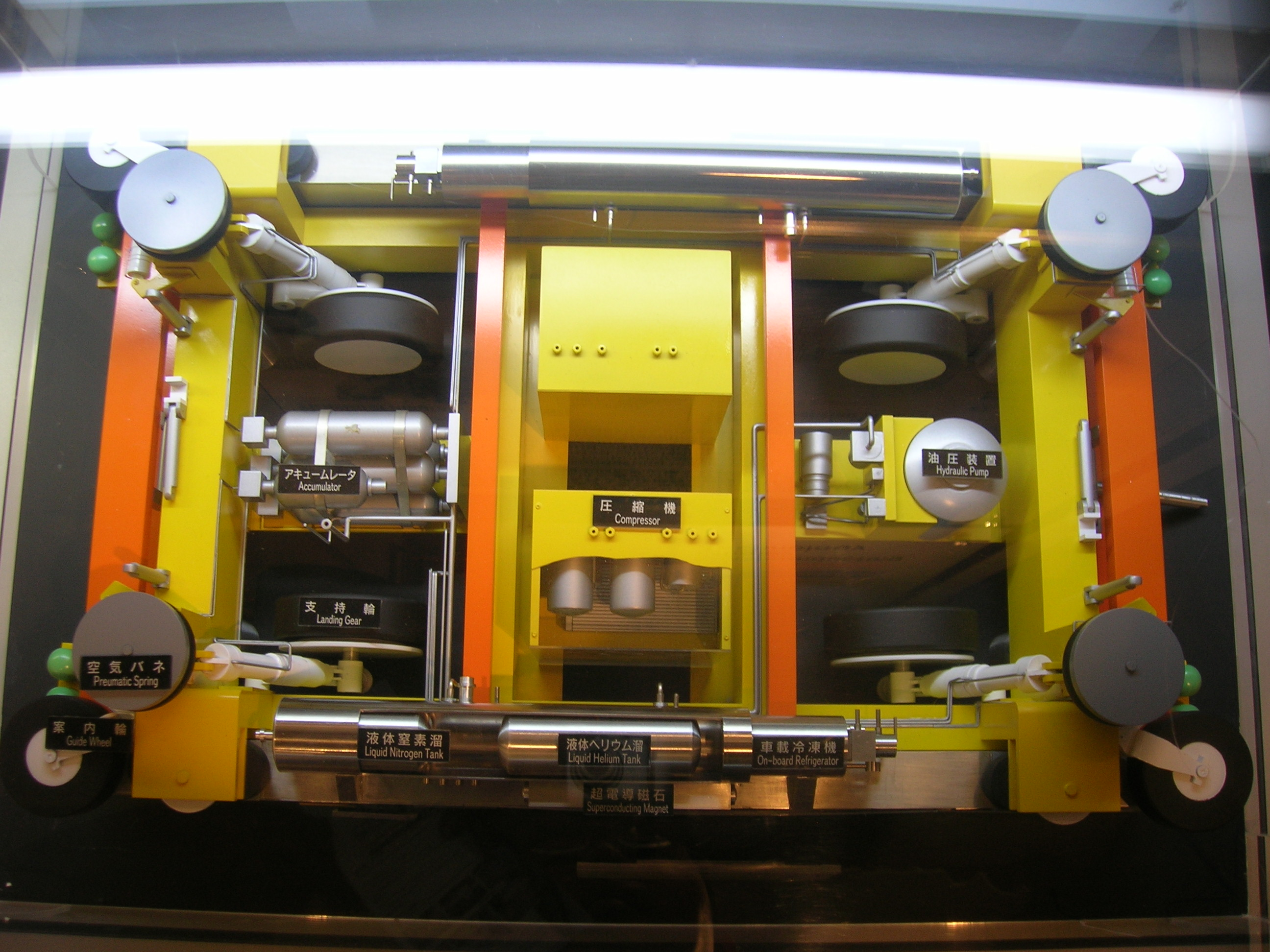
Un bogie du MLX01. Avec ses roues escamotables et ses aimants latéraux refroidis par hélium liquide.

Lorsque le train avance, le déplacement de ses aimants induit un courant (courant de Foucault) dans les bobines fixes de la voie. Ce courant induit engendre à son tour un champ magnétique dans les bobines. Parce que le champ magnétique des aimants se déplace sous le centre des bobines, cela y crée deux pôles magnétiques, l'un repoussant par le bas et l'autre attirant par le haut les aimants des bogies, faisant ainsi léviter la rame à 10 centimètres du sol.
Le principal avantage de cette technologie est sa capacité d'auto stabilisation - une faible variation de la distance entre l'aimant et la voie engendre une force qui ramène le système dans sa position optimale. Pour éviter les vibrations résultant de ces corrections constantes de position, les rames sont équipées de systèmes d’absorption.
Son principal défaut est la nécessité de conserver des roues pour les départs et arrivées. En effet, pour des vitesses inférieures à 150 km/h, le courant induit dans les bobines par les aimants est trop faible et les forces de sustentation ne sont donc pas suffisantes pour faire léviter le train.

### Record de vitesse

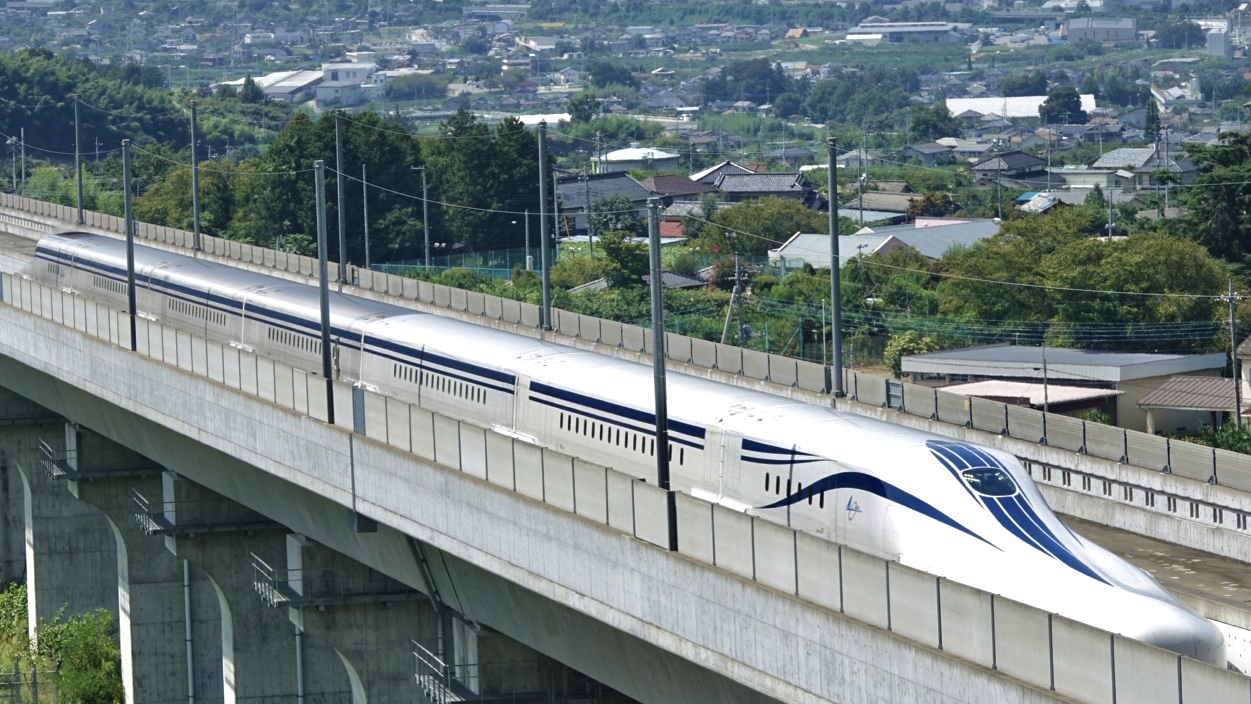
Train série L0 sur la piste d'essai.

Sur la portion expérimentale de la ligne ont été battus plusieurs records de vitesse ferroviaire. Le 21 décembre 1979 le train prototype ML-500R atteint la vitesse de 517 km/h, qui ne sera pas dépassée pendant 18 ans. Le 12 décembre 1997, le prototype MLX01 atteint 531 km/h puis bat ces précédents records en avril 1999 (552 km/h) et en décembre 2003 (581 km/h).
Il faudra ensuite attendre presque 12 ans pour que, le 16 avril 2015, un train de présérie L0 atteigne 590 km/h, établissant un record mondial pour un train de passagers qui tiendra moins d'une semaine, puisque le 21 avril il en établit un nouveau à 603 km/h.

### Consommation énergétique
Comparaison de l’énergie électrique nécessaire au déplacement d'un passager (un siège) sur 1 kilomètre :
- Shinkansen Chūō : 90 - 100 Wh / siège / km ;

- Train à grande vitesse de type Nozomi : 29 Wh / siège / km

Pour déplacer un passager sur la même distance, la consommation estimée du Shinkansen Chūō est trois fois supérieure à celle d'un train à grande vitesse classique mais la vitesse de déplacement et la capacité d'accélération et de décélération sont bien supérieures. Entre Tokyo et Osaka, JR Central estime que la consommation énergétique par personne du train sera trois fois moindre que celle de l'avion pour un temps de trajet entre centres-villes raccourci de moitié.

## Tourisme
Vitrine technologique du Japon et site touristique pour ferrovipathes, la piste d'essai du Shinkansen Chūō possède plusieurs points d'observation et permet même parfois aux visiteurs d'emprunter les trains pour un court trajet.
Un centre pour visiteurs, situé à Tsuru, présente la technologie et permet d'observer de près les trains en test et parfois de les emprunter.
La ville de Fuefuki dans la préfecture de Yamanashi a aménagé en 2016 deux points de vue :
- l'observatoire Hanatoriyama dans le parc Linear no Mieru Oka, « colline d’où l'on peut voir le train à moteurs linéaires » ;
- une plateforme dans le parc Yatsushiro Furusato.

## Critiques
Le projet de Ligne Shinkansen Chūō a reçu les critiques suivantes:
- son coût de construction est extraordinairement élevé, il serait équivalent à au moins 5,5 fois, voire 11,3 fois, celui du Tokaido Shinkansen ;
- ce type de train a besoin de beaucoup d’énergie, il en consommerait cinq fois plus que le Tokaido Shinkansen ;
- l'impact environnemental de sa construction serait énorme ;
- son exploitation sera probablement déficitaire, et cela devra être remboursé en utilisant les bénéfices d'exploitation du Tokaido Shinkansen, qui seront eux-mêmes affaiblis par la concurrence du Shinkansen Chūō ;
- le projet souffre d'un déficit démocratique et d'un manque de débat public.